# Люминесценция

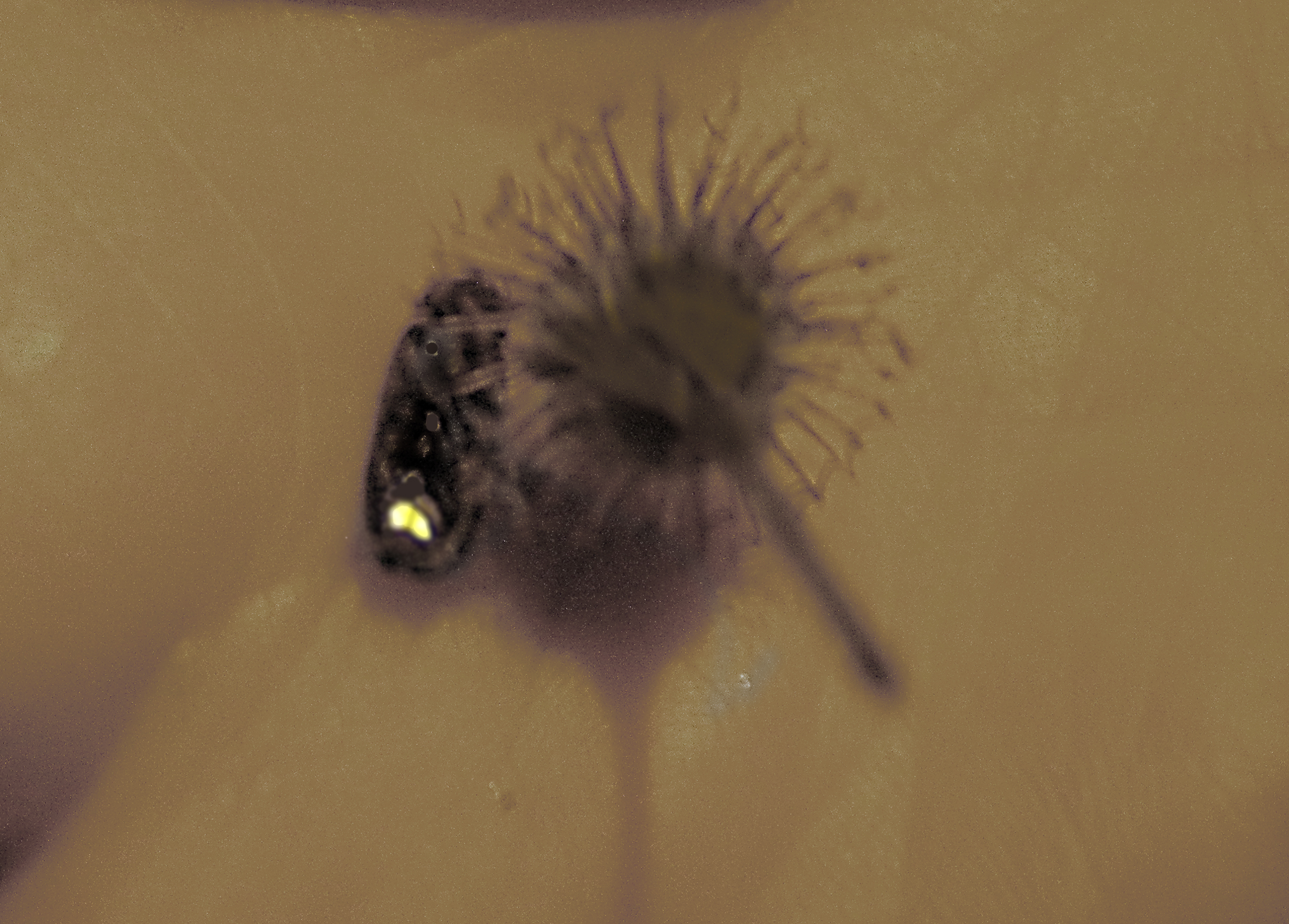
Люминесцирующее насекомое рядом с соплодием гравилата

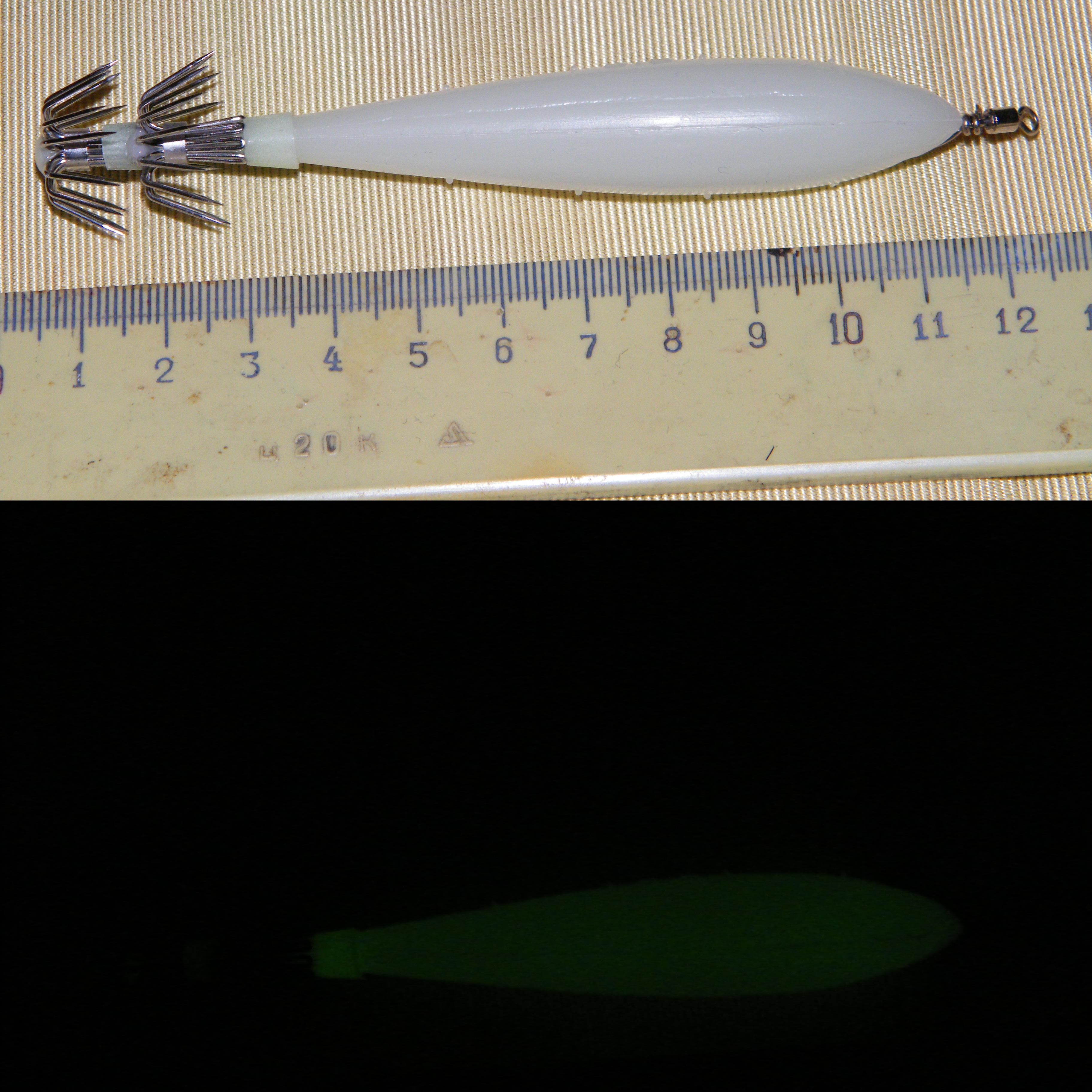
Кальмаровая блесна на свету и в полной темноте (фосфоресценция)

Люминесце́нция (от лат. lumen, род. падеж luminis — свет и -escens — суффикс, означающий процесс или состояние, от -ēscō — становиться) — нетепловое свечение вещества, происходящее после поглощения им энергии возбуждения. Впервые люминесценция была описана в XVIII веке.
Первоначально явление люминесценции использовалось при изготовлении светящихся красок и световых составов на основе так называемых фосфо́ров, для нанесения на шкалы приборов, предназначенных для использования в темноте. Особого внимания в СССР люминесценция не привлекала вплоть до 1948 года, когда советский учёный С. И. Вавилов на сессии Верховного совета предложил начать изготовление экономичных люминесцентных ламп и использовать люминесценцию в анализе химических веществ. В быту явление люминесценции используется чаще всего в люминесцентных лампах «дневного света» и электронно-лучевых трубках кинескопов. На использовании явления люминесценции основано явление усиления света, экспериментально подтверждённое работами В. А. Фабриканта и лежащее в основе научно-технического направления квантовой электроники, конкретно находящее своё применение в усилителях света и генераторах стимулированного излучения (лазерах).

## Общая характеристика
«Будем называть люминесценцией избыток над температурным излучением тела в том случае, если это избыточное излучение обладает конечной длительностью примерно 10−10 секунд и больше». Таково каноническое определение люминесценции, данное советским учёным С. И. Вавиловым в 1948 году. Это значит, что яркость люминесцирующего объекта в спектральном диапазоне волн его излучения существенно больше, чем яркость абсолютно чёрного тела в этом же спектральном диапазоне, имеющего ту же температуру, что и люминесцирующее тело.
Первая часть определения позволяет отличить люминесценцию от теплового излучения, что особенно важно при высоких температурах, когда термоизлучение приобретает большую интенсивность. Важной особенностью люминесценции является то, что она способна проявляться при значительно более низких температурах, так как не использует тепловую энергию излучающей системы. За это люминесценцию часто называют «холодным свечением». Критерий длительности, введённый Вавиловым, позволяет отделить люминесценцию от других видов нетеплового излучения: рассеяния и отражения света, комбинационного рассеяния, излучения Черенкова. Длительность их меньше периода колебания световой волны (то есть <10−10 c).
Физическая природа люминесценции состоит в излучательных переходах электронов атомов или молекул из возбуждённого состояния в основное. При этом причиной первоначального их возбуждения могут служить различные факторы: внешнее излучение, температура, химические реакции и др.
Вещества, имеющие делокализованные электроны (сопряжённые системы), обладают самой сильной люминесценцией. Антрацен, нафталин, белки, содержащие ароматические аминокислоты и некоторые простетические группы, многие пигменты растений и в частности хлорофилл, а также ряд лекарственных препаратов обладают ярко выраженной способностью к люминесценции. Органические вещества, способные давать люминесцирующие комплексы со слабо люминесцентными неорганическими соединениями, часто используются в люминесцентном анализе. Так, в люминесцентной титриметрии часто применяется вещество флуоресцеин.
Первоначально понятие люминесценция относилось только к видимому свету. В настоящее время оно применяется к излучению в инфракрасном, видимом, ультрафиолетовом и рентгеновском диапазонах (см. шкала электромагнитных волн).
Многие формы природной люминесценции были известны людям очень давно. Например, свечение насекомых (светлячки), свечение морских рыб и планктона, полярные сияния, свечение минералов, гниющего дерева и других разлагающихся органических веществ. В настоящее время к природным формам прибавилось много искусственных способов возбуждения люминесценции. Твёрдые и жидкие вещества, способные люминесцировать, называют люминофорами (от лат. lumen — свет и др.-греч. phoros — несущий).
Чтобы вещество было способно люминесцировать, его спектры должны иметь дискретный характер, то есть его энергетические уровни должны быть разделены зонами запрещённых энергий. Поэтому металлы в твёрдом и жидком состоянии, обладающие непрерывным энергетическим спектром, не дают люминесценции. Энергия возбуждения в металлах непрерывным образом переходит в тепло. И лишь в коротковолновом диапазоне металлы могут испытывать рентгеновскую флуоресценцию, то есть под действием рентгеновского излучения испускать вторичные Х-лучи.

## Типы люминесценции

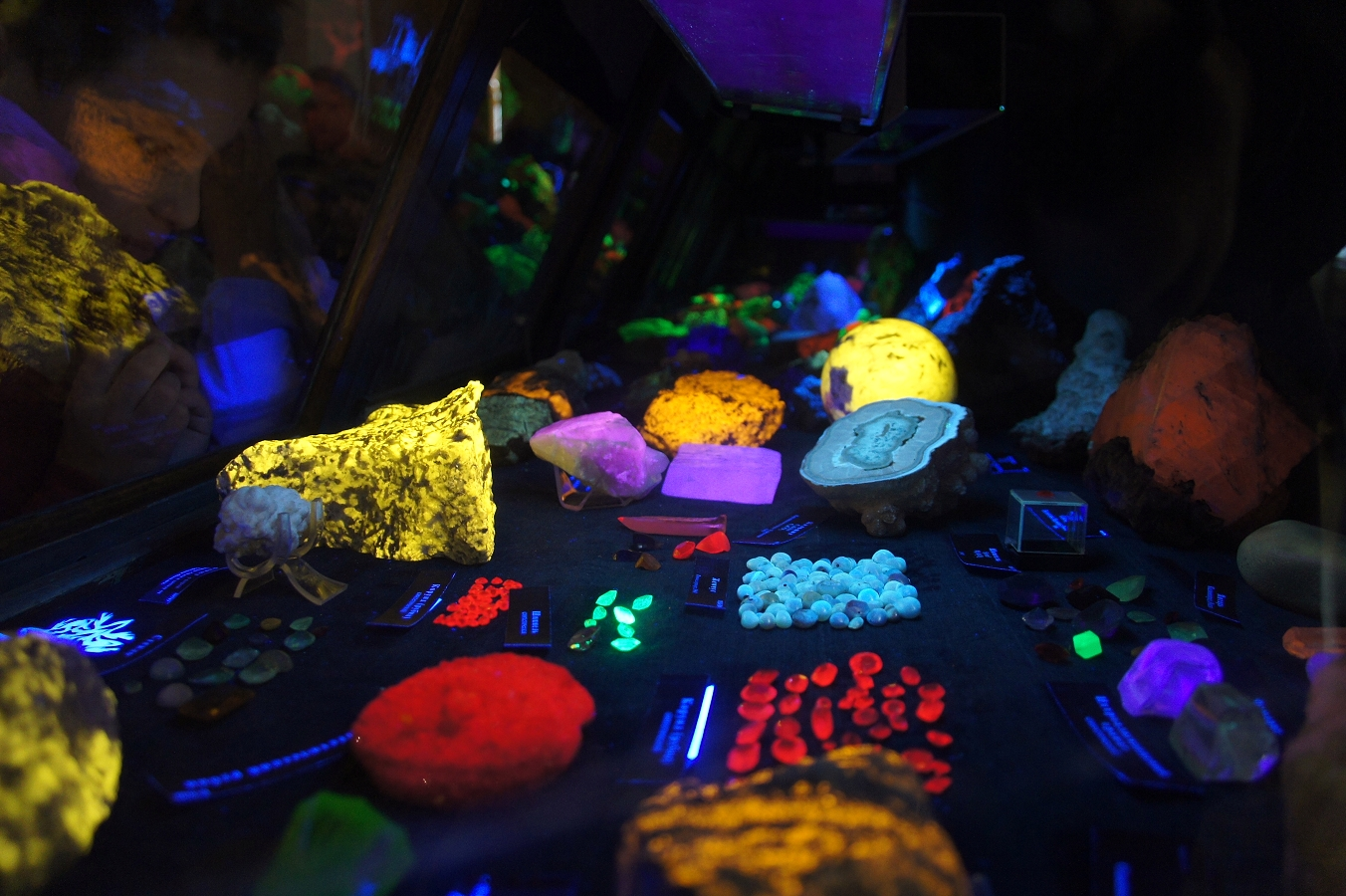
Фотолюминесценция минералов под действием ультрафиолетового излучения (флуоресценция)

Люминесцентное свечение тел принято делить на следующие виды:
- Фотолюминесценция — свечение, возникающее под действием возбуждающего излучения в оптическом или ультрафиолетовом диапазоне длин волн. Она, в свою очередь, делится на
  - флуоресценцию (время жизни возбуждённого состояния 10−9...10−6 с);
  - фосфоресценцию (время жизни возбуждённого состояния 10−3...10 с);
- Хемилюминесценция — свечение, использующее энергию химических реакций;
- Катодолюминесценция — вызвана облучением быстрыми электронами (катодными лучами);
- Сонолюминесценция — люминесценция, вызванная звуком высокой частоты;
- Радиолюминесценция — при возбуждении вещества ионизирующим излучением;
- Триболюминесценция — люминесценция, возникающая при растирании, раздавливании или раскалывании люминофоров. Триболюминесценция вызывается электрическими разрядами, происходящими между образовавшимися наэлектризованными частями — свет разряда вызывает фотолюминесценцию люминофора.
- Биолюминесценция — способность живых организмов светиться, достигаемая самостоятельно или с помощью симбионтов.
- Электролюминесценция — возникает при пропускании электрического тока через определённые типы люминофоров.
- Кандолюминесценция — калильное свечение.
- Термолюминесценция — люминесцентное свечение, возникающее в процессе нагревания вещества. В научной литературе часто используется термин Термостимулированная люминесценция, сокращенно ТСЛ, что одно и то же.

В настоящее время наиболее изучена фотолюминесценция.
У твёрдых тел различают три вида люминесценции:
- мономолекулярная люминесценция — акты возбуждения и испускания света происходят в пределах одного атома или молекулы;
- метастабильная люминесценция — акты возбуждения и испускания света происходят в пределах одного атома или молекулы, но с участием метастабильного состояния;
- рекомбинационная люминесценция — акты возбуждения и испускания света происходят в разных местах.

## Спектры люминесценции
Спектром люминесценции называют зависимость интенсивности люминесцентного излучения от длины волны испускаемого света. Наиболее простые — атомные спектры, в которых указанная выше зависимость определяется только электронным строением атома. Спектры молекул гораздо более сложные вследствие того, что в молекуле реализуются различные деформационные и валентные колебания. При охлаждении до сверхнизких температур сплошные спектры люминесценции органических соединений, растворенных в определённом растворителе, превращаются в квазилинейчатые. Это явление получило название эффекта Шпольского. Это ведёт к снижению предела обнаружения и повышению избирательности определений, расширению числа элементов, которые можно определять люминесцентным методом анализа.

### Принцип Франка — Кондона
Часть электронной энергии при поглощении и испускании света должна расходоваться на увеличение колебаний структуры, превращаться в тепло. Явление наблюдается в результате резкого изменения градиента электронной энергии около ядер при возбуждении и релаксации.

### Правило Стокса — Ломмеля
Спектр люминесценции, как правило, сдвинут относительно спектра поглощения в сторону длинных волн. Данное правило принято объяснять потерей некоторой части поглощённой энергии на тепловое движение молекул. Существует, однако, антистоксовский люминофор, излучающий более коротковолновое излучение, чем падающее. Как правило, одно и то же вещество способно испускать излучение как в стоксовой, так и в антистоксовой областях спектра относительно частоты возбуждающего люминесценцию излучения.

### Правило Каши
Независимо от способа возбуждения и длины волны возбуждающего света спектр люминесценции остаётся неизменным при данной температуре. Поскольку испускание квантов люминесценции всегда происходит с низшего электронно-возбуждённого уровня молекулы, то спектр люминесценции всегда будет одним и тем же независимо от того, на какой энергетический уровень попал электрон в результате поглощения фотона. Данное правило справедливо только в случае использования одной и той же возбуждаемой среды, системы регистрации излучения люминесценции. Множество разрешённых энергетических уровней в атоме/молекуле, а также множество длин волн источников возбуждения люминесценции позволяет для используемой среды получать множество спектров люминесценции в разных областях спектра, не повторяющих друг друга.

### Правило зеркальной симметрииЛевшина
Спектральные линии испускания и поглощения в координатах частоты являются взаимным зеркальным отражением. Положение оси симметрии показывает энергию чисто электронного перехода. Данным свойством обладают в основном жидкие люминофоры; исследования последних лет показали, что оно может быть справедливо и для сред в иных агрегатных состояниях.

## Выход люминесценции
Выход — одна из важнейших характеристик люминесценции. Выделяют квантовый выход и энергетический выход. Под квантовым выходом понимают величину, показывающую отношение среднего числа излучённых квантов к числу поглощённых:
{\displaystyle \varphi =N_{\mathrm {i} }/N_{\mathrm {p} },}
где:
- {\displaystyle N_{\mathrm {i} }} — число излучённых квантов,
- {\displaystyle N_{\mathrm {p} }} — число поглощённых квантов.

Вавиловым было показано, что квантовый выход в растворах не зависит от длины волны возбуждающего света. Это связано с огромной скоростью колебательной релаксации, в ходе которой возбуждённая молекула передаёт избыток энергии молекулам растворителя.
Энергетический выход — отношение энергии излучённых квантов к энергии поглощённых:
{\displaystyle B_{\mathrm {en} }=N_{\mathrm {i} }E_{\mathrm {i} }/N_{\mathrm {p} }E_{\mathrm {p} }=\varphi \cdot \nu _{\mathrm {i} }/\nu _{\mathrm {p} },}
где {\displaystyle \nu } — частота излучения.
Энергетический выход с ростом длины волны возбуждающего света сначала растёт пропорционально длине волны возбуждающего её света, затем остаётся постоянным и после некоторой граничной длины волны резко падает вниз (закон Вавилова).

## Тушение люминесценции
Отличие выхода люминесценции от единицы обусловлено т. н. процессами тушения. Различают концентрационное, внутреннее, температурное, внешнее статическое и динамическое тушение.
Внутреннее тушение обусловлено безызлучательными переходами внутренней конверсии и вращательно-колебательной релаксации. Наиболее ярко оно проявляется в симметричных структурах с большим числом сопряжённых связей, конформационно нежёстких структурах.
Температурное тушение является разновидностью внутреннего. Под влиянием температуры способность молекулы деформироваться растёт, и, как следствие, растёт вероятность безызлучательных переходов.
Внешнее статическое тушение основано на взаимодействии люминесцирующего соединения с другой молекулой и образованием неизлучающего продукта.
Динамическое тушение наблюдается, когда возбуждённая молекула люминофора вступает в постороннюю реакцию и теряет свои свойства.
Концентрационное тушение — результат поглощения молекулами вещества собственного излучения.